# Lofocoronídeos
Lofocoronídeos (Lophocoronidae) é uma família de insectos da ordem Lepidoptera.